# Аэролифт
Аэролифт, воздушный элеватор, — насос в котором отсутствуют трущиеся части; особенно выгодны для тех случаев, когда наблюдение и ремонт малодоступны.
Действие их основано на разнице веса столба пропитанной воздухом «газифицированной» жидкости и плотной, в силу чего гидростатическое давление последней принуждает газированный столб подняться на высоту, соответствующий степени вспузыренности жидкости (в известных практических пределах).
Сифон, заполненный жидкостью, начинает работать при непрерывном вдувании воздуха в нижнюю часть восходящей ветви.